# Gilles Castagnac
Gilles Castagnac, né en 1960 en Alsace, est un journaliste, dirigeant du secteur associatif de l'industrie musicale français, directeur général du Centre d'information et de ressources pour les musiques actuelles (IRMA) de 1996 à 2020.

## Biographie
Gilles Castagnac obtient un diplôme de journaliste à Bordeaux en 1981. En sortant, il crée, avec une dizaine de comparses dont Hervé Le Crosnier et Williams Crépin, sa première entreprise de presse pour éditer l'hebdomadaire Caen Magazine dont il sera le rédacteur en chef. À sa disparition, il travaille plusieurs années pour Ouest-France tout en pigeant pour différents médias et en assurant des correspondances pour la presse nationale[réf. nécessaire].
En parallèle, il crée avec Dominique Marie, l’association Image Records, organisatrice de concerts à Caen, et assurant la promotion des groupes normands, dont Label Public pour lequel il assurera le management jusqu’à leur signature chez BMG. Ainsi, il participe sur le plan national à la fédération des associations œuvrant dans cette logique, le Réseau Rocks, avec Maurice Lidou, Bruno Lion ou Cyril Prieur. Avec eux, il crée en 1986 le Centre d’information du rock et des variétés,[source insuffisante] (CIR) où il deviendra responsable des publications, L’Officiel du Rock notamment.
En 1986, il collabore au Forum de la Rock-création, créé à Montreuil par Bruno Boutleux, dont la dernière édition — le salon Rock-Affaire — se tiendra à Rennes pendant les Transmusicales de 1989. Pendant plusieurs années, il fait partie des rédactions activées par Reed-Midem sur ses différents salons (Midem, MipCom, MipTV…). Auteur de plusieurs guides professionnels édités pour le monde musical (Profession Manager, Profession Editeur…), il crée, en 1989, la revue bimestrielle Yaourt ,, sous-titrée « magazine du rock-bizness et de la création » dont il assure la rédaction en chef avec Arnaud Viviant puis Rémi Bouton et Emmanuel Legrand.
Acteur de la construction des politiques culturelles en direction des musiques populaires, le ministère de la Culture lui commande deux rapports, réalisés en 1992 : « Favoriser un développement qualitatif de la création dans le secteur phonographique » et « La gestion de l’intérêt général par les professionnels dans le domaine des musiques d’aujourd’hui » où il préconise notamment la création d'un Centre national de la musique assis sur la formation professionnelle. Deux ans auparavant, il a collaboré à la création de la formation nationale « Manager du monde de la musique » à Issoudun où il a assuré la direction pédagogique du cursus musique enregistrée.[réf. nécessaire]
En 1995, il cofonde, avec Bruno Boutleux et Marie-José Sallaber, le Centre d’information et de ressources pour les musiques actuelles (IRMA) — réunissant le CIR, le CIJ (centre d’information du jazz) et le CIMT (Centre d’information des musiques traditionnelles et du monde) — et dont il assurera la direction du développement, puis la direction générale à partir de 1996.
En parallèle à cette fonction, il siège au groupe Orfeo travaillant sur la « Prospective du rôle de l’État vis-à-vis de la création et du travail artistique» pour le Commissariat général du Plan en 2004. En 1998, il est membre de la Commission nationale des musiques actuelles (CNMA), mis en œuvre par la ministre de la Culture, Catherine Trautmann, « afin de déterminer la nature véritable des enjeux, besoins et réponses » à apporter à ce secteur. En 2005, il est à l’origine du ForuMA, trois journées de rencontres nationales à Nancy, qui déboucheront sur la création du CSMA, Conseil supérieur des musiques actuelles, mis en place par le ministre de la Culture, Renaud Donnedieu de Vabres et présidé par David Kessler.
En 2008, il est élu pour quatre années à la présidence du Mila, dispositif de soutien et d’hébergement aux labels installé dans le XVIIIe arrondissement de Paris. En 2011, il intègre le comité éditorial pour la programmation des conférences du salon professionnel fondé par Daniel Colling, le MaMA où, à partir de 2015, il installe avec l'IRMA, le MaMA Invent, excroissance destinée à l’innovation et accueillant les startups. Il participe aussi, à titre de Coordination conférences MaMA, à l’élaboration du programme des conférences du MaMA et depuis 2020, il coordonne le programme des conférences du MaMA INvent.[réf. nécessaire]
En 2015, à la suite de la publication du rapport « Etude de faisabilité relative à la mise en place de registres ouverts de métadonnées », la DGMIC lui confie la fonction de rapporteur pour le groupe de travail spécifique à la musique. Intervenant à l’université Paris-Dauphine depuis 2008, il y prend, en 2016, la co-animation du Séminaire « Industries culturelles & numérique »[source insuffisante] inclus dans le Master de management des organisations culturelles.
En 2018, il est nommé chevalier de l'Ordre national du Mérite.
En 2020, l'IRMA fusionne avec le Centre National pour la Musique. Gilles Castagnac quitte son poste de directeur pour se consacrer au journalisme.[réf. nécessaire]

## Publications
- 1993 : Favoriser un développement qualitatif de la création dans le secteur phonographique[13], Ministère de la Culture
- 1993 : Profession éditeur : Guide de l'édition musicale, Gilles Castagnac[14]
- 1999 : Profession manager : Guide du manager en carrière artistique. Gilles Castagnac[15]
- 2013 : Musiques actuelles ça part en live : mutations économiques d'une filière culturelle, Dominique Sagot-Duvauroux, Guillaume Guibert, IRMA - DEPS, Ministère de la culture, pp. 140, 2013, Evolutic. ⟨halshs-00827262[16]⟩

## Distinctions
- Chevalier de l'ordre national du Mérite[17]